# Restskat
Restskat er det beløb, man mangler at betale i skat.